# Стърлинг (окръг, Тексас)
Вижте пояснителната страница за други значения на Стърлинг.
Окръг Стърлинг (на английски: Sterling County) е окръг в щата Тексас, Съединени американски щати. Площта му е 2391 km², а населението - 1393 души (2000). Административен център е град Стърлинг Сити.